# Auxiliadoras de las Almas del Purgatorio
La Sociedad Auxiliadora de las Almas del Purgatorio o también Sociedad de las Auxiliadoras de las Almas del Purgatorio (oficialmente en francés: Societé des Auxiliatrices des âmes du Purgatoire) es una congregación religiosa católica femenina de vida apostólica y de derecho pontificio, fundada por la religiosa francesa María de la Providencia, en París, el 19 de enero de 1856. A las religiosas de este instituto se les conoce como hermanas auxiliadoras y posponen a sus nombres las siglas S.A.

## Historia

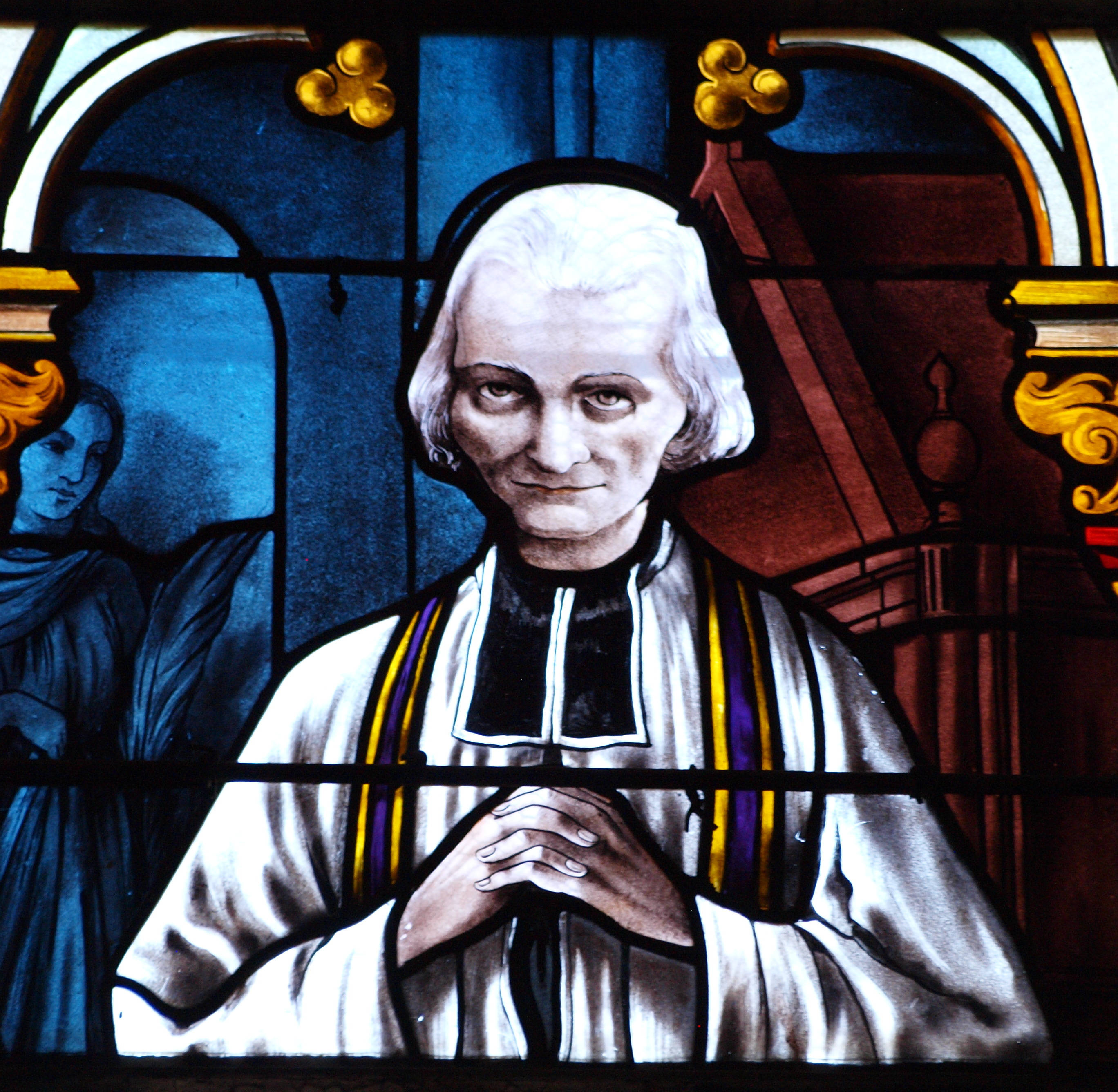
Juan María Vianney (1786-1859), venerado como santo por la Iglesia católica, fue quien inspiró a María de la Providencia la fundación de la congregación.

Eugénie Smet, gracias a los consejos de Juan María Vianney, fundó el 19 de enero de 1856, en París, una sociedad de mujeres, que tenía como finalidad salvar las almas del purgatorio a través de las obras de misericordia espirituales y corporales. Entre las primeras religiosas profesa se encontraba la misma fundadora, que cambiaría su nombre por María de la Providencia. Inmediatamente después de la fundación, numerosos fueron los pedidos de las diversas diócesis francesas para abrir una casa del instituto. En vida, la fundadora llegó abrir las casas de Nantes (1864) y Bruselas (1869) en Bélgica y las de Shanghái (1867) y Zi-Ka-Wei (1869) en China.
El instituto recibió la aprobación diocesana en 1858, en 1859 adoptó las Constituciones de la Compañía de Jesús y fue aprobada por la Santa Sede en 1869.

## Organización
La Sociedad de Auxiliadoras de las Almas del Purgatorio es un instituto religioso centralizado, cuyo gobierno lo desempeña la superiora general coadyuvada de consejo, elegida para un periodo de ocho años. La sede central se encuentra en París.
Las hermanas auxiliadoras se dedican a las obras de misericordia, especialmente al servicio de los marginados y al anuncio del Evangelio, en sufragio de las almas del purgatorio. La espiritualidad del instituto es ignaciana y sus Constituciones se basan en las de la Compañía de Jesús.
En 2015, la congregación contaba con unas 545 religiosas y 110 comunidades presentes en Alemania, Austria, Bélgica, Camerún, Canadá, Chad, China, Colombia, El Salvador, España, Estados Unidos, Francia, Hungría, India, Italia, Japón, México, Nicaragua, Reino Unido, Rumanía, Ruanda, Suiza y Taiwán.